# 深水大眼鯛
深水大眼鯛，為輻鰭魚綱鱸形目的其中一個種，分布於西太平洋區，包括日本、菲律賓、澳洲、越南、印尼等海域，棲息深度150-460公尺，體橢圓形，背鰭連續;眼睛非常大，口大且斜上，頭部和身體銀紅色或粉紅色，鱼鰭奶油粉紅色，背鰭和臀鰭最後4-5軟條白色，背鰭硬棘10枚;背鰭軟條13枚;臀鰭硬棘3枚;臀鰭軟條13-14枚，體長可達24公分，棲息在岩石底質海域，為夜行性魚類，屬肉食性，以小魚、蝦、蟹為食。